# Oswald’s Temple

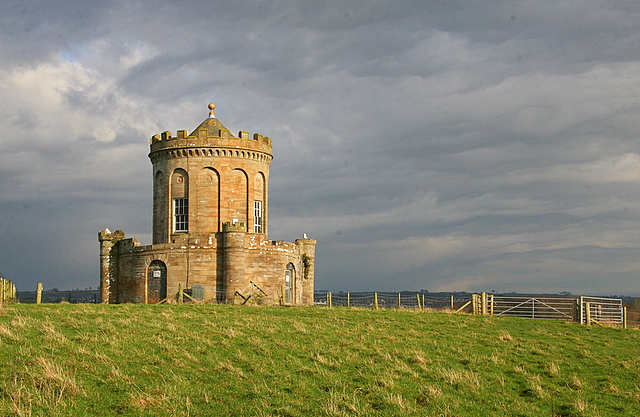
Oswald’s Temple

Oswald’s Temple, auch Auchincruive Teahouse, ist ein Folly nahe der schottischen Ortschaft Auchincruive in der Council Area South Ayrshire. 1971 wurde das Bauwerk in die schottischen Denkmallisten in der höchsten Denkmalkategorie A aufgenommen. Des Weiteren bildet Oswald’s Temple zusammen mit Oswald Hall und weiteren Außengebäuden des Herrenhauses ein Denkmalensemble der Kategorie A.

## Geschichte
Im Jahre 1374 gingen die Ländereien von Auchincruive vom Clan Wallace in den Besitz der Cathcarts über. Ein Tower House unbekannten Baujahrs wurde an diesem Ort erstmals 1532 erwähnt. James Murray, der Auchincruive 1758 erworben hatte, veräußerte das Anwesen weiter an den Kaufmann Richard Oswald. Dieser beauftragte Robert Adam mit der Planung von Oswald Hall, das wahrscheinlich am Ort des Tower Houses entstand. Es wurde 1767 fertiggestellt. Der ebenfalls von Robert Adam gestaltete Oswald’s Temple wurde 1778 erbaut. Er wurde im Zuge der Gestaltung der Park- und Gartenanlagen errichtet. Im Jahre 2003 wurde das Bauwerk in das Register gefährdeter denkmalgeschützter Bauwerke in Schottland aufgenommen. Neben dem Leerstand sind vor allem Bergbauschäden für den Zustand verantwortlich. 2014 wurde der Zustand als sehr schlecht mit hoher Gefährdung der Bausubstanz eingestuft.

## Beschreibung
Das Teehaus Oswald’s Temple liegt isoliert rund 600 m nordwestlich von Oswald Hall. Bei der Gestaltung orientierte sich Adam offensichtlich am Mausoleum des Theoderich in Ravenna, das er zuvor besucht hatte. Es handelt sich um einen zweistöckigen Rundbau, der mit Zinnen gestaltet und pseudobewehrt ist. Der Folly ist symmetrisch gestaltet mit vier Rundbogenportalen und vier Tourellen. Das zurückversetzte Obergeschoss, welches als Teehaus genutzt wurde, ist mit zwölf Rundbogenöffnungen gestaltet. In jeder dritten sind Sprossenfenstern verbaut, während die restlichen blind sind. Das Gebäude schließt mit einem schiefergedeckten Kegeldach.